# Psephenidae
Psephenidae är en familj av skalbaggar som beskrevs av Lacordaire 1857 och som ingår i överfamiljen Byrrhoidea. Enligt Catalogue of Life omfattar familjen Psephenidae 36 arter. 
Familjens arter förekommer i hela världen med undantag av Antarktis. Individerna lever oftast i eller invid vattendrag. De kan även hittas vid stående syrerikt vatten. Vuxna djur håller sig fast vid klippor i vattnet eller vid växtligheten som ligger i vattnet eller som hänger tät ovanpå.

## Taxonomi
Släkten enligt Catalogue of Life och Dyntaxa:
- Acneus
- Dicranopselaphus
- Ectopria
- Eubria
- Eubrianax
- Heteropsephenoides
- Psephenopalpus
- Psephenops
- Psephenotarsis
- Psephenus